# Marit Sandvei
Marit Sandvei, née le 21 mai 1987, est une footballeuse internationale norvégienne. Elle joue au poste de défenseur avec le club norvégien de Lillestrøm et en équipe de Norvège.

## Biographie

### Parcours en club
L'intégralité de la carrière professionnelle de Marit Sandvei se déroule jusqu'à présent à Lillestrøm puisque le Team Strømmen n'est autre que l'ancien nom (de 2001à 2008) du Lillestrøm Sportsklubb Kvinner.

### Parcours en équipe nationale
Après quelques matchs avec les équipes de jeunes, elle reçoit sa première sélection en équipe de Norvège le 19 août 2009, à l'occasion d'un match de préparation à l'Euro 2009 face à la Suède. Elle est convoquée pour disputer cet Euro, mais reste sur le banc des remplaçants. 
En 2015, elle est retenue afin de disputer la Coupe du monde organisée au Canada, mais reste une nouvelle fois sur le banc des remplaçants.

## Palmarès
- Avec Lillestrøm :
  - Championne de Norvège en 2012, 2014, 2015, 2016 et 2017.
  - Vainqueur de la Coupe de Norvège en 2014, 2015 et 2016.